# دهن‌به‌دهن
دهن‌به‌دهن (لهستانی: Usta usta) یک مجموعهٔ تلویزیونی کمدی-درام لهستانی است که در سال ۲۰۱۰ منتشر شد.

## گزیدهٔ بازیگران
- ماتئوش دامینتسکی
- داریوش بیسکوپسکی
- پیوتر گارلیتسکی
- ماگدالنا روژچکا
- سونیا بوخوشیه‌ویچ
- پاوئو ماواشینسکی
- آندژی گائوا
- دوروتا سگدا
- یان مونچکا
- میخاو میکووایچاک
- توماش بورکوفسکی
- یولیا خاتیس
- یولیتا کوژوشک-بورسوک
- آرکادیوش دِتمر
- رومن گانتسارچیک
- یانوش خابیور
- مارک بارگیه‌ئوفسکی
- آلدونا یانکوفسکا
- ووادیسواف گِژیوْنا
- وویچیخ چروینسکی
- مونیکا گوژجیک
- لئون خارِویچ
- آنتونینا گیریچ
- ماگدالنا کوتا
- ماریوش سانیترنیک
- پیوتر گرابوفسکی
- کریستینا کوئوجِـیچیک
- پیوتر شِـیکا
- یاتسک کومان
- تومیرا کُوالیک
- کاتاژینا وارنکه
- توماش ماندس
- بئاتا کافکا
- ماگدالنا امیلیانوویچ
- وویچیخ کالاروس
- وویچیخ متسفالدوفسکی
- آنا اسمووُویک
- ماریوش زانیفسکی
- پیوتر نواک
- دوبرومیر دیمتسکی
- ووجیمیش آدامسکی
- پاوئو کلشچ
- کشیشتف دراچ
- لِـسواف ژورک
- بوژنا دیکل
- پیوتر شیفکیـِویچ
- ماچئی روباکیویچ
- آنیتا یانچا
- بارتومیئی شویدرسکی
- میکووای رُزنرسکی
- میخاو چرنتسکی
- ماریوش درنژک
- مارتا کلوبوویچ
- تامارا آرچیوخ
- اِوا کُنستانتسیا بوئوخاک
- آنا موخا
- مونیکا کشیفکوفسکا
- زیگمونت مالانوویچ
- ماگدالنا والاخ
- سزاری کوشینسکی
- کاتاژینا پاکوشینسکا
- دوروتا کولاک
- مارینا
- ماریا میلنیکف-کراوچیک
- ماگدالنا استوژینسکا-براوئر
- آنا نخربتسکا
- توماش شیمشاینر
- ادیتا اولشوفکا
- پائولینا شوستاک
- کارولینا گورچیتسا
- آنا چارتوریسکا-نیمچیتسکا
- پشمیسواف سادوفسکی
- لخ ماتسکیه‌ویچ
- مونیکا مروزوفسکا
- مارتا خودوروفسکا
- آنا پروس
- سواوومیر سولِـی
- گابریلا اوبربک
- اِلنا لشچینسکا
- کینگا ایلگنر
- پیوتر یاکوفسکی
- یاکوب ویچورک
- الکساندرا گورسکا
- اریک لوبوس
- الژبیتا یاروشیک
- زجیسواف واردین
- ماگدالنا پوپوافسکا
- مارتا شچیسوویچ
- هنریک تالار
- ماریا گوادگوفسکا
- بارتوش اوپانیا
- اِوا بوروویک
- کارولینا پیخوتا
- اُلگا ساژینسکا
- یوآنا پوکویسکا
- مونیکا اوبارا
- کارولینا کومینک
- سیلویا گلیوا
- آنا موخا
- تامارا آرچیوخ
- یژی زلنیک
- بوژنا دیکل
- لائورا برژکا
- اوا زوئوتوفسکا
- ایوونا رولویچ
- ماگدالنا اسمالارا
- گژگوش پشیبیو
- مارک لواندوفسکی
- آگنیشکا وُسینسکا
- مارچین پرخوچ
- الکساندرا یوستا
- اِما گیگژنو